# 贺思恩
贺思恩（1969年—），视觉艺术家，出生于中国四川自贡，毕业于四川美术学院附中、四川美术学院版画系。